# Robert Heffernan
Robert "Robbie" Heffernan * 28. února 1978, Cork) je irský atlet, jehož specializací je sportovní chůze.
Celkem čtyřikrát startoval na olympiádě v chodeckých disciplínách, vždy skončil pod stupni vítězů. Na mistrovství Evropy v Barceloně se umístil v chůzi na 20 i 50 kilometrů vždy na čtvrtém místě. Po diskvalifikaci vítěze závodu na 20 kilometrů získal dodatečně bronzovou medaili. Životním úspěchem se pro něj stalo vítězství v závodě na 50 kilometrů chůze na mistrovství světa v Moskvě v roce 2013.  Při startu na dalším světovém šampionátu v Pekingu v roce 2015 skončil v této disciplíně pátý.
Na medaili nedosáhl ani při startu v chůzi na 50 kilometrů na olympiádě v roce 2016, kde skončil šestý. Při světovém šampionátu v Londýně o rok později obsadil v této disciplíně osmé místo.

## Osobní rekordy
- 20 km chůze – 1:19:22 – 2008
- 50 km chůze – 3:37:54 – 2012